# The Nightfly (nummer)
"The Nightfly" is een nummer van de Amerikaanse artiest Donald Fagen. Het verscheen als titelnummer op zijn eerste soloalbum The Nightfly uit 1982.

## Achtergrond
"The Nightfly" is geschreven door Donald Fagen en geproduceerd door Gary Katz. Het album The Nightfly bevatte, in tegenstelling tot het grootste deel van het werk van Fagens band Steely Dan, autobiografische nummers. In het boekwerkje staat dan ook de volgende tekst: "The songs on this album represent certain fantasies that might have been entertained by a young man growing up in the remote suburbs of a northeastern city during the late fifties and early sixties, i.e., one of my general height, weight and build." (De nummers op dit album representeren bepaalde fantasieën die een jonge man die opgroeide in de buitenwijken van een stad in het noordoosten tijdens de late jaren '50 en vroege jaren '60 misschien had, d.w.z. iemand van mijn lengte, gewicht en lichaamsbouw.)
"The Nightfly" gaat over een radiodiskjockey die 's nachts jazzmuziek uitzendt. De dj heet Lester en werkt bij WJAZ, een fictief radiostation in Baton Rouge. Op de albumhoes van The Nightfly staat Fagen ook als Lester afgebeeld. Volgens Fagen gebruikt het nummer "veel elementen uit de blues: het haarproduct kreeg zijn naam van de oude deltabluesgitarist Charley Patton, en Mount Belzoni kreeg zijn naam van een oude tekstregel uit de blues: "When the trial's in Belzoni, no need to scream and cry'."
Alhoewel "The Nightfly" nooit op single werd uitgebracht, bleek het toch een populair nummer. Zo was het in Nederland in de beginjaren van de NPO Radio 2 Top 2000 regelmatig in de lijst terug te vinden, met plaats 1376 in 2002 als hoogste notering.

## NPO Radio 2 Top 2000
| Nummer met noteringen in de NPO Radio 2 Top 2000 | '02  | '03  | '04  | '05  | '06  | '07  | '08  |
| ------------------------------------------------ | ---- | ---- | ---- | ---- | ---- | ---- | ---- |
| The Nightfly                                     | 1376 | 1610 | 1585 | 1586 | 1688 | 1596 | 1637 |

1. ↑  Een vetgedrukt getal geeft de hoogste notering aan.
2. ↑  2002 was het eerste jaar met een notering voor dit nummer.
3. ↑  Deze tabel is bijgewerkt tot en met de laatste editie (2024).